# Dana White
Dana Frederick White, Jr., född 28 juli 1969, är en amerikansk affärsman och företagsledare som är minoritetsägare och president för MMA-organisationen Ultimate Fighting Championship (UFC). Dessutom äger han Power Slap, en slap fighting-organisation som började anordna events 2023.

## Karriär
När White arbetade som manager åt Tito Ortiz och Chuck Lidell fick han höra att Semaphore Entertainment Group letade efter en köpare av UFC, som var då nästintill bankrutt. Han kontaktade då sin barndomsvän Lorenzo Fertitta och i januari 2001 genomfördes köpet av Lorenzo och hans äldre bror Frank. Dana White blev tillsatt som organisationens president och äger 9% av Zuffa, LCC, det företag som äger och driver UFC.